# Вторжение динозавров (Доктор Кто)
Вторжение динозавров (англ. Invasion of the Dinosaurs) — вторая серия одиннадцатого сезона британского научно-фантастического телесериала «Доктор Кто», состоящая из шести эпизодов, которые были показаны в период с 12 января по 16 февраля 1974 года.

## Сюжет
Доктор и Сара Джейн прибывают в пустынный Лондон, где ЮНИТ помогает в соблюдении военного положения. Регулярная армия под руководством генерала Финча эвакуировала город, и расстреливает всех мародеров. Доктора и Сару арестовывают по подозрению в мародерстве, но их спасает Бригадир. Доктор узнает, что динозавры появляются по всему городу, но никто не может отследить их появления и исчезновения.
Доктор в этих событиях опознает пространственно-временной феномен, известный как «временной вихрь», и подозревает, что кто-то намеренно вмешивается в течение времени. Их представляют Сэру Чарльзу Гроверу, министру по чрезвычайным ситуациям, единственному из правительства, оставшемуся в Лондоне. Вскоре из отпуска после травмы (серия «Зелёная смерть») возвращается Майк Йетс. В секретной лаборатории профессор Уитакер работает над технологией временного ковша. Динозавры используются как предлог для эвакуации города. Оказывается, что Уитакеру помогает введенный в заблуждение Йетс. Капитан считает, что Доктор им поможет, но Уитакер заставляет его отключить устройство Доктора для поимки динозавра. Затем Уитакер подменяет мирного стегозавра на тираннозавра, но вмешивается Йетс и вырубает динозавра.
Сара встречается с Гровером, надеясь найти ответственных, но тот оказывается в сговоре с Уитакером и помещает её на космический корабль. Когда Сара просыпается, команда объясняет ей, что это один из кораблей, направляющихся к планете, похожей на Землю. Экипаж и пассажиры — знаменитости, атлеты, писатели и доктора, поддерживающие движение за экологию, и желающие начать новую жизнь на чистой планете. Человечество сможет начать все с нуля на «Новой Земле», близкой по природе к Земле, но без перенаселения и загрязнения. Сара пытается объяснить пассажирам, что они все ещё на Земле, но те посылают её на переобучение.
Доктор ищет выбросы энергии от временного ковша на своей новой машине, «Ктомобиле». База Уитакера обнаруживается под станцией «Трафальгарская площадь», но Доктора оттуда выгоняет птеродактиль. Он возвращается с Бригадиром, но признаков базы не обнаруживается. Вскоре оказывается, что операция «Золотой век» — заговор с участием Уитакера, Йетса, Гровера и Финча. Они эвакуировали Лондон, посадили избранных на «корабль» (фальшивка спрятана в бункере под Лондоном), и только они выживут после активации временного ковша, ведь Уитакер открыл способ направления времени в обратную сторону.
Финч обвиняет Доктора в появлении динозавров, и заставляет Бригадира его арестовать. Доктор понимает, что Йетс — предатель. Бентон дает Доктору убежать, его снова ловят, но Бригадир забирает Доктора себе. Тем временем Сара сбегает из бункера, но её перехватывает Финч. Её побег заставляет некоторых пассажиров сомневаться. Йетс раскрывает планы Доктору, Бентону и Бригадиру. Йетса вырубают, а когда Финч пытается остановить Доктора в офисе Бригадира, Бентон вырубает и его.
Доктор и Бригадир сталкиваются с Гровером и Уитакером как раз в тот момент, когда прибывают обманутые из «корабля» и требуют объяснений. Временной ковш активируется, но на Доктора, как повелителя времени, он не действует, позволив ему сломать устройство. Гровер пытается активировать машину снова, но Доктор инвертирует поле машины, посылая только министра и Уитакера в прошлое.
В штабе ЮНИТ Бригадир говорит, что Финча отправят под военный суд, а Йетсу позволят отправиться в отпуск по болезни и тихо уйти в отставку. Доктор заявляет, что желания Гровера бороться с загрязнением — благородны, но вся его схема угрожала человечеству. Доктор решает устроить себе каникулы и предлагает Саре отправиться на Флорану.

## Трансляции и отзывы
| Эпизод                                | Дата показа     | Продолжительность | Телезрители (в миллионах) | Archive                    |
| ------------------------------------- | --------------- | ----------------- | ------------------------- | -------------------------- |
| «Часть 1 (под названием «Вторжение»)» | 12 января 1974  | 25:29             | 11,0                      | Chroma dot colour recovery |
| «Часть 2»                             | 19 января 1974  | 24:43             | 10,1                      | PAL 2" colour videotape    |
| «Часть 3»                             | 26 января 1974  | 23:26             | 11,0                      | PAL 2" colour videotape    |
| «Часть 4»                             | 2 февраля 1974  | 23:33             | 9,0                       | PAL 2" colour videotape    |
| «Часть 5»                             | 9 февраля 1974  | 24:30             | 9,0                       | PAL 2" colour videotape    |
| «Часть 6»                             | 16 февраля 1974 | 25:34             | 7,5                       | PAL 2" colour videotape    |
| [ 1 ] [ 2 ] [ 3 ]                     |                 |                   |                           |                            |